# 海萊克 (明尼蘇達州)
海萊克（英語：Hay Lake）是位於美國明尼蘇達州聖路易斯縣的一個未組織地區。

## 地方資料
海萊克的面積為77.83平方千米，當中陸地面積為77.24平方千米，而水域面積為0.59平方千米。根據2020年美國人口普查的數據，當地共有人口96人，而人口密度為每平方千米1.23人。